# Christian Olufsen
Christian Friis Rottbøll Olufsen (født 15. april 1802 i København, død 29. maj 1855 sammesteds) var en dansk astronom, søn af Oluf Christian Olufsen.
Olufsen blev 1824 assistent ved observatoriet efter samme år at have vundet Københavns Universitets guldmedaille for opgaven "Beregning af formørkelser", 1829 observator, 1831 lektor og 1832 professor i astronomi og direktør for observatoriet i København; 1834 medlem af Videnskabernes Selskab sammesteds. Foruden at have publiceret observationer i fagskrifter har Olufsen deltaget i de akademiske stjernekort med hora I (1849) og sammen med Peter Andreas Hansen udgivet Tables du soleil (1853). Han har beregnet almanakken for 1833-56.